# Puzzle (Michel Berger)
Puzzle è un album strumentale di musica rock progressiva, il primo long playing del cantautore francese Michel Berger, pubblicato nel 1971.
Il disco, che vedeva la collaborazione del pianista Michel Bernholc e dell'Orchestra Filarmonica di Parigi sotto la direzione del Maestro Paul Capolongo, era di carattere sperimentale, e non ha ottenuto un buon successo di vendite.

## Tracce
1. "1er Mouvement" – 4:20 (musica: Michel Berger) – al piano Michel Bernholc
2. "2eme Mouvement" – 5:25 (musica: Michel Berger) – al piano Michel Bernholc
3. "3eme Mouvement" – 4:00 (Michel Berger) – al piano Michel Bernholc
4. "3eme Mouvement (Suite Et Fin)" – 3:55 (musica: Michel Berger) – al piano Michel Bernholc
5. "Enfantillages" – 3:25 (musica: Michel Berger) – al piano Michel Berger
6. "Rêve Du Concerto" – 3:25 (musica: Michel Berger) – al piano Michel Berger